# Клиъруотър (окръг, Минесота)
Вижте пояснителната страница за други значения на Клиъруотър.
Окръг Клиъруотър (на английски: Clearwater County) е окръг в щата Минесота, Съединени американски щати. Площта му е 2668 km², а населението - 8249 души. Административен център е град Бейгли.